# Куявы

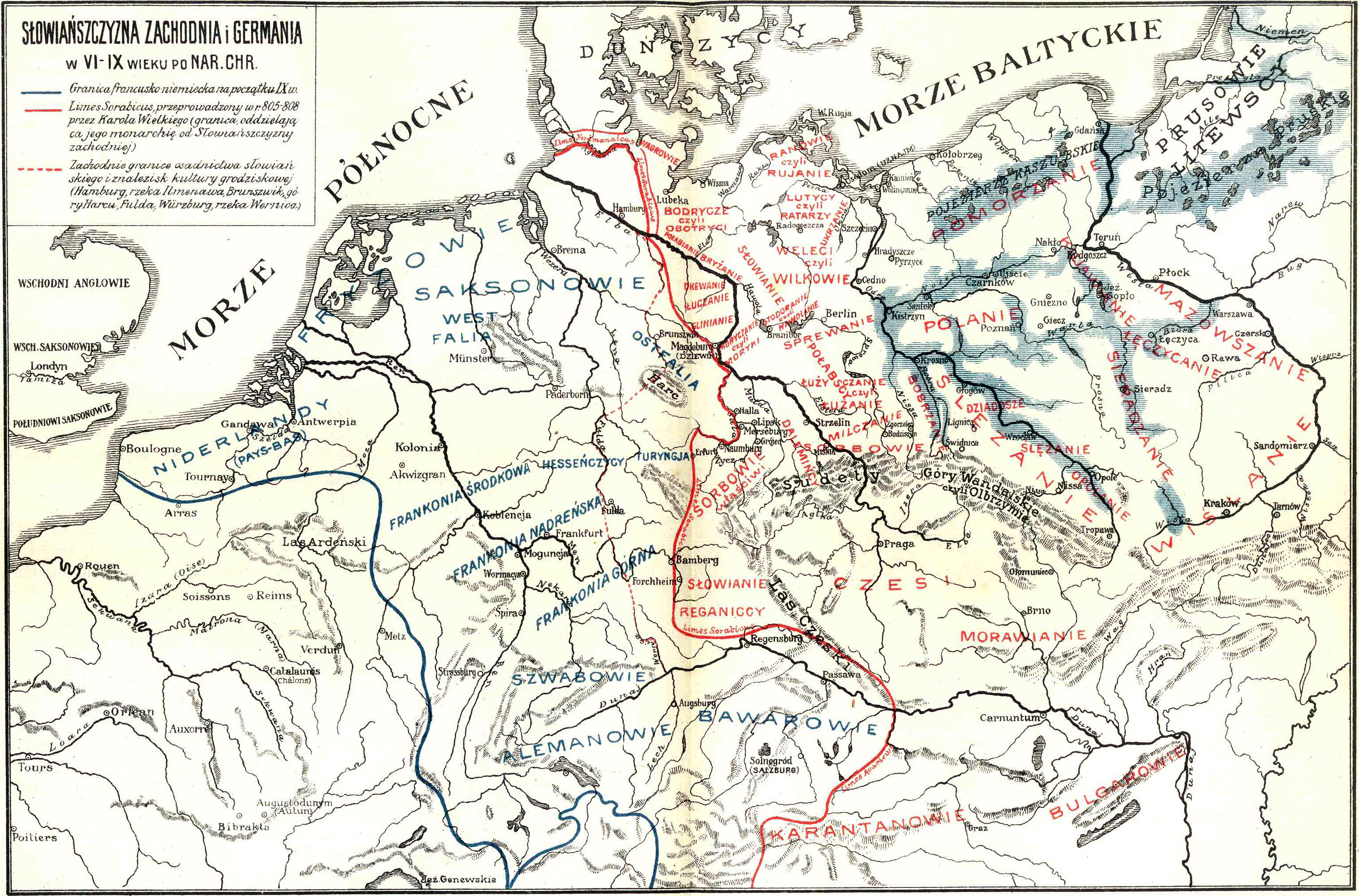
Племя на карте с Лужицким валом.

Куявы, куявяне (Kujawiacy, Kujawianie) — западнославянское племя, жившее между средним течением реки Вислы и верхним течением р. Нотец, главным образом в районе озера Гопло и цепи озёр, связанных с рекой Нотец. В X веке куявы вошли в состав единой польской народности.
Kujawа — это род плодоносной земли, оттуда и походит название Kujawianie (куяване).
Записи же о данном названии датируется XII веком, но территория племени и до этого была ареной важных исторических событий. Согласно преданиям именно у озера Гопло и зародилось Польское государство. Также с этими местами связано принятие Мешко I христианства по латинскому обряду в 966 году. Куявия (польск. Kujawy) — историческая область на севере Польши. В настоящее время Куявия входит в состав территории Куявско-Поморского воеводства.